# Leandro Miguel Pereira Silva
Leandro Miguel Pereira da Silva (nascut el 4 de maig de 1994) és un futbolista professional portuguès que juga de migcampista al FC Arouca.

## Carrera de club
Nascut a Castelo de Paiva, districte d'Aveiro, Silva es va unir al sistema juvenil del FC Porto als 12 anys. El 21 d'agost de 2013 va fer el seu debut professional amb el filial, entrant com a substitut al minut 67 de Thibaut Vion en una victòria per 1-0 fora de casa contra el Portimonense SC a la Segona Lliga. El 22 d'abril de 2015, a les semifinals de la Premier League International Cup, va marcar tots els gols del seu equip per ajudar a superar el Fulham per 3-0.
Silva va passar les temporades 2015-16 i 2016-17 cedit a la Primeira Liga, respectivament a l'Académica de Coimbra i al FC Paços de Ferreira. A causa de la manca d'oportunitats de joc en aquest últim, va ser recuperat pel seu club matriu el 26 de desembre de 2016, sent tornat a cedir a l'Acadèmica poc després.

## Carrera internacional
Tots els nivells juvenils inclosos, Silva va disputar 55 partits amb Portugal. Va debutar amb la selecció sub-21 el 24 de març de 2016, en una victòria a casa per 4-0 sobre Liechtenstein a les eliminatòries per al Campionat d'Europa sub-21 de la UEFA de 2017.